# Ненов, Милчо
Милчо Ненов (болг. Милчо Ненов, родился 19 декабря 1957 года) — болгарский хоккеист, игравший на позиции правого нападающего. Выступал за софийский «Левски». В составе сборной Болгарии — участник Зимних Олимпийских игр 1976 года, провёл 5 матчей группового этапа и один квалификационный матч на Олимпиаде (все их Болгария проиграла). Забросил 3 шайбы — две в ворота Югославии (5:8), реализовав в одном из случаев численное большинство, и одну в ворота Румынии (4:9) с передачи Димо Крыстинова (30:09). В игре против Чехословакии (1:14) ассистировал Илии Бочварову при единственном голе болгар (36:17), в игре против Японии (5:7) снова ассистировал Бочварову при игре в численном большинстве (42:37). В игре против Швейцарии (3:8) заработал двухминутное удаление (5:27). Участник чемпионатов мира в группе B в 1976 году, в группе C в 1972, 1973, 1974, 1975, 1977, 1978, 1979, 1981, 1982, 1983, 1985, 1986 и 1999 годах и в группе D в 1998 году.